# Карел Маха
Ка́рел Хи́нек Ма́ха (на чешки: Karel Hynek Mácha) (16 ноември 1810, Прага — 5 ноември 1836, Литомержице), е чешки поет-романтик, писател, основоположник на чешкия романтизъм. Поемата му „Май“, публикувана през 1836 г., е отхвърлена от съвременниците му като несъответстваща  на тогавашните морални норми. Тъй като не е приета от издателите, тя е отпечатана с пари на автора. В днешно време тя се смята за класическо произведение на чешката романтична лирика.
Друга известна негова повест е „Цигани“.

## Биография и творчество

### Семейство
Карел Хинек Маха е роден в петък, 16 ноември 1810 г. в Прага в къща, наричана „При Белия орел“ (на чешки: U Bílého orla) в района Уезд; В края на 19 век домът е разрушен и сега на негово място е построено ново здание (Újezd čp. 401) с паметна плочка, отбелязваща родното място на Маха. Поетът е кръстен в съседния костел „Пресвета Богородица“. Името Игнац (което впоследствие трансформира в чешкото Хинек) получава от кръстника си, Игнац Майер.
Баща на поета е Антонин Маха (1769–1843 г.), работник в мелница, военнослужещ, а по-късно и собственик на магазин. Майка му, Мария Анна Кирхнерова (1781–1840 г.) произхожда от род на чешки музиканти. Две години след раждането на Хинек, се ражда и брат му Михал.
Поради финансови проблеми, семейството на Маха не остава дълго в района Уезд. След няколко преселвания, то окончателно се установява в къщата „При гърбицата“ (на чешки: U Hrbků), на Карловия площад. По това време Карел е на шестнадесет години. Тук той живее със семейството си до края на ученето си и заминаването в Литомержице през септември 1836 г. Тук е написана по-голямата част от произведенията му.

### Учение
Началното си образование Маха получава в енорийското училище към църквата „Св. Петър на Поречие“. Последват занятия в основната школа на пиаристите. От 1824 до 1830-те години учи в пиаристката гимназия в днешния Пржикоп. От есента на 1830 г., посещава Философския факултет на университета в Прага, а между 1832 и 1836 година учи там право.
 Освен чешки превъзходно говори немски, изучава в училище латински. Под влиянието на събитията в Полша (революцията през 1830 г.) и произведенията на полски автори (Адам Мицкевич), започва да  изучава полски.
През 1831-1832 г. посещава лекции на Йозеф Юнгман, който въодушевлява учениците си към литературна работа и оценява трудовете им. За Маха е оценено стихотворението „Свети Иван“.

### Литературно творчество
Първите си стихотворения Маха пише на немски език (Versuche des Ignac Macha, Hoffnung).
През 1830 г. окончателно преминава на чешки и продължава да пише на този език до края на живота си. През декември 1831 г. в списание Вечерни излияния за първи път излиза  стихотворението му Свети Иван. През януари 1832 г. в същото списание излиза произведението му Abaelard Heloíze, под което Маха за първи път се подписва с настоящото си име.
Стиховете му съдържат сонети и лирикоепични композиции. Стихове се срещат и в неговата проза (например, Маринка, Цигани.
В прозата му основно има исторически теми. Маха се опитва да напише романът в четири части Палач, но частите Вишехрад, Валдек и Карлув така и остават само на чернови. Единствената завършена и по време най-късно развиващата се част на тетралогията за времената на Вацлав IV е Крживоклад (1834 г.).
Най-мащабното му произдведение е романът Цигани, над който Маха работи от октомври до декември 1835 г. Романът не преминава през цензурата и за първи път излиза едва през 1857 г.
От останалите произведения на Маха по-значими  са Път кърконошки, Възвръщане, Сазавският манастир, Валдице, Краят на света или сън (на чешки: Rozbroj světů či Sen).
Маха също така води литературно списание, дневник и пише писма. Именно тези източници дават достоверни сведения за живота на поета.
Личният му дневник от 1835 г., наполовина зашифрован от поета, предизвиква и някои противоречия. Той съдържа детайли за ежедневния му живот и разкрива отношенията му с Елеонора Шомкова, неговата невеста Махи. Отначало дневникът е частично разшифрован от Якуб Арбес през 1884 г., а напълно го разшифрова Карел Янски през 20-те години на 20 век, който го и публикува.